# Arroyo de San Ildefonso
El arroyo de la Era-San Ildefonso también conocido como arroyo de la Era o arroyo de San Ildefonso, es un arroyo que nace en la sierra de las Carbas entre los límites municipales de Ferreruela de Tábara y Escober de Tábara y discurre por San Martín de Tábara, Olmillos de Castro y San Pedro de las Cuevas, donde desemboca en el río Esla, ya en el embalse de Ricobayo.
En los lluviosos inviernos discurre henchido y reventón, pero desaparece completamente en el periodo estival. Hasta finales del siglo XX fue un importante lugar de pesca de sarda en la comarca.

## Geografía de su curso
Nace en la sierra de las Carbas entre las elevaciones de Peña Nebina (974 m s. n. m.) en Ferreruela de Tábara y Peña del Carrizal (892 m s. n. m.) en Escober de Tábara. Sus aguas vierten al valle Salguero en Ferreruela adentrándose en San Martín de Tábara por El Valle, aquí se suman las aguas del regato que desciende entre el monte Linaceros y el Alto de las Pendonas (918 m s. n. m.). Sigue su curso por Valdesalguero recogiendo más caudal procedente por la derecha de la Sardoniza, abeseo de las Pendonas, y de la fuente de la Llinera, y por la izquierda de la Solana.
Al llegar junto a la escuela de San Martín, discurre por la Era en paralelo a la ZA-902 hasta el cruce con la ZA-P-2432 donde tras pasar las alcantarillas, llega al paraje de El Bodonico. Sigue el cauce por La Vega donde se le unen por la derecha las aguas de la Brea procedentes de las Fuentes de Abajo, El Carpazal, Peñaltanque, El Recustico, Las Cañadas y la fuente del Campo; y por la izquierda las de la fuente de La Llama, fuente de Los Burros, y las que se acumulan en La Urrieta procedentes de Las Pateras y de la Cumbre de la Iglesia (859 m s. n. m.). Después llega al Carrascal, donde acoge las aguas de la fuente de Los Bodones, y las que bajan de la Madriguera, Retalmoro, y Alto de Quareta. Aquí finaliza su flujo en San Martín y penetra en el término de Olmillos de Castro.
En Olmillos cursa los parajes de Las Raposeras, Camino Ancho, El Montico, Valdigudino y Las Eras donde mediante túnel de drenaje cruza bajo la ZA-P-2432. Luego continúa en la Era de Abajo, El Vallico, Suertes de Carrascal, donde recoge agua de la fuente de las Pilas. Sigue su curso recogiendo aguas de Las Lagunas, La Molacina, La Bragada y La Barrera. Se adentra en la sierra Roldana donde sale del término municipal de Olmillos de Castro y arriba al término de San Pedro de las Cuevas, donde atraviesa la Dehesa de San Ildefonso, paraje da nombre al arroyo desde esta parte hasta la desembocadura.
Aunque bordea los límites de Perilla de Castro, no llega a penetrar en el municipio, aunque sí recoge sus aguas como las de Peña del Fito o El Pedralbo. En San Pedro recoge aguas de Peñalcuervo (831 m s. n. m.), Peñalasbocas, Sierra de la Matona, Alto de San Pedro (798 m s. n. m.), Retaltejudo, La Asomada, El Carbajo, Sierra Molino, La Franca, El Recogedor o El Erizo. Tras bordear el casco urbano de San Pedro de las Cuevas desemboca en el río Esla en uno de los brazos del embalse, a escasos metros del viaducto de San Pedro de las Cuevas del AVE a Zamora-Galicia.

## Hidrónimo
En las localidades de San Martín de Tábara y Olmillos de Castro se le conoce como el arroyo de la Era. Este hidrónimo se debe a que por estos pueblos el arroyo discurre por sus eras prácticamente al completo, zonas de trabajo agrícola muy importantes en la forma de vida rural de los mismos.
Cuando el arroyo accede al término municipal de San Pedro de las Cuevas, lo hace en la Dehesa de San Ildefonso, un paraje que forma vaguada entre Peñalcuervo (831 m s. n. m.) y Cotorro de la Milana (819 m s. n. m.) y que otorga nuevo hidrónimo hasta su desembocadura.
Aunque el hidrónimo más estandarizado parece el de San Ildefonso, solo se le ha conocido así en la localidad última donde desemboca.

## Características
En los lluviosos inviernos discurre henchido y reventón, pero desaparece completamente en el periodo estival. Hasta finales del siglo XX, mantenía cauce de agua constante durante todo el año sin depender de las lluvias. Hasta esa fecha fue una importante fuente de biodiversidad para los pueblos por los que atraviesa, principalmente abundaba la sarda, que servía de alimento para las familias campesinas, principalmente en San Martín de Tábara. También abundaban los anfibios.
El arroyo también era utilizado por las mujeres campesinas para lavar prendas.
Posiblemente su cauce decreció tras la puesta en marcha del suministro de agua potable en los pueblos a finales del siglo XX.
En San Pedro de las Cuevas, existió el puente de San Ildefonso sobre el arroyo del mismo nombre, un puente de época medieval o moderna de alto valor arqueológico rural del que sus restos son visibles cuando el nivel de agua el embalse se encuentra muy bajo.